# Aeroportul Internațional Calgary
Aeroportul Internațional Calgary (IATA: YYC, ICAO: CYYC) este un aeroport din Calgary, Alberta, Canada ce deservește zona Calgary. Aeroportul a fost tranzitat în decembrie 2022 de 1.246.438 de pasageri. A fost deschis în 1939 și numit după zona deservită.
Situat la o altitudine de 1.084 m, aeroportul dispune de 4 piste. Este operat de Transport Canada⁠(d).

## Infrastructură

### Piste
Aeroportul dispune de 4 piste: 
- pista 08/26 din asfalt, cu dimensiunile 1.890 m ×
- pista 11/29 din asfalt, cu dimensiunile 2.438 m ×
- pista 17R/35L din asfalt, cu dimensiunile 3.863 m ×
- pista 17L/35R din beton, cu dimensiunile 4.267 m ×